# Bralin (Groot-Polen)
Bralin is een dorp in het Poolse woiwodschap Groot-Polen, in het district Kępiński. De plaats maakt deel uit van de gemeente Bralin en telt 2500 inwoners.

## Verkeer en vervoer
- Station Bralin